# Silo de Bello
El silo de Bello es un antiguo silo de grano situado en el municipio español de Bello, en la provincia de Teruel. En la actualidad las instalaciones han sido rehabilitadas y fungen como una hospedería.

## Historia
Su construcción fue promovida por el Servicio Nacional del Trigo (SNT) dentro de la política del régimen franquista que buscaba crear una red de silos para el almacenamiento de cereales. Entró en servicio en 1961 y contaba con una capacidad de almacenamiento de 1.400 toneladas. Con posterioridad, el silo bellano pasó a manos del Servicio Nacional de Cereales (SNC) en 1969 y, en 1971, del Servicio Nacional de Productos Agrarios (SENPA). Tras perder su uso agrícola, el edificio fue sometido a una rehabilitación y desde 2015 funge como hospedería, además de como mirador.